# Partistöd
Ej att förväxla med de bidrag i Sverige som kallas partibidrag som politiska partier får av privatpersoner och företag för att driva sin verksamhet.
Partistöd är offentliga medel som utbetalas till politiska partier till stöd för partiernas verksamhet.

## Partistöd i Sverige

### Statligt partistöd
Statligt partistöd utbetalas till partier som är (eller nyligen har varit) representerade i Sveriges riksdag, alternativt uppnått en röstandel av 2,5 % i något av de två senaste riksdagsvalen. I Sverige är det Partibidragsnämnden som har till uppgift att pröva ansökningar och fastställa beloppen för statligt partistöd.
Bidrag för 2022-2023 beviljades samtliga partier i Sveriges riksdag. Totalt betalades det ut för perioden 2022/23 ca 167 miljoner kronor.
| Parti               | Belopp      |
| ------------------- | ----------- |
| Socialdemokraterna  | 41 198 404  |
| Moderaterna         | 29 644 280  |
| Sverigedemokraterna | 28 358 156  |
| Centerpartiet       | 16 127 520  |
| Vänsterpartiet      | 15 153 408  |
| Kristdemokraterna   | 13 257 338  |
| Liberalerna         | 12 234 176  |
| Miljöpartiet        | 11 435 864  |
| Totalt              | 167 409 146 |

Samtliga belopp som anges i tabellen är i svenska kronor, SEK.

#### Historiska stödnivåer
Statligt partistöd utbetalades med sammanlagt 131 miljoner kronor per år för 2003 och tidigare år. Från och med 2004 var totalbeloppet 156 miljoner kronor. Detta innebär att de dåvarande sju riksdagspartierna Socialdemokraterna, Moderaterna, Folkpartiet, Vänsterpartiet, Centerpartiet, Kristdemokraterna och Miljöpartiet under mandatperioden 2002-2006 delade på 599 miljoner kronor i statligt partistöd. Andra former av stöd förekommer till riksdagsgrupper och för riksdagsledamöternas verksamhet. I riksdagsvalet 2006 fick Sverigedemokraterna 2,9 % av rösterna och erhöll således också statligt partistöd.

### Riksdagens stöd till partigrupperna och riksdagsledamöterna
En form av bidrag ges av riksdagen för partigruppernas och riksdagsledamöternas arbete i riksdagen. Bidragen betalas inte till parlamentarikerna (riksdagsledamöterna) eller partigruppen i parlamentet, men till partikanslierna.

### Lokalt partistöd
Kommunalt partistöd utbetalas till partier som är representerade i kommunfullmäktige eller regionfullmäktige.
Regioner (tidigare landsting) och kommuner har sedan 1969 rätt (men inte skyldighet) att ekonomiskt stödja lokalt verksamma partier. I landstingen var stödet 336 Mkr (2007) och i kommunerna cirka 450-500 Mkr (2007). Socialdemokratiskt styrda kommuner och landsting betalade ut mer partistöd per invånare än borgerligt styrda. Partistödet stod 2007 i snitt för över 84 procent av de lokala partiorganisationernas intäkter. På regional nivå stod de för cirka 87 procent av intäkterna.
Jonas Vlachos, doktor i nationalekonomi och forskare på Stockholms universitet har kommenterat att systemet med lokalt partistöd är väldigt öppet för missbruk, att kontrollen är mycket bristfällig och att det används på ett sätt som gynnar de makthavande partiernas intressen.

### Statligt stöd till riksdagspartiernas kvinnoorganisationer
Riksdagspartier kan beviljas statligt stöd till sina kvinnoorganisationer.

### Upptryckning av valsedlar
Vid sidan av partistödet erbjuds partierna av Valmyndigheten också gratis upptryckning av valsedlar, där lokala partier är representerade i kommun- eller regionfullmäktige eller om de i något av de två senaste riksdagsvalen eller EU-parlamentsvalen har fått minst 1,0% av rösterna i hela landet. Då får de gratis valsedlar i alla kommun- , region- och riksdagsval om man fått 1% i riksdagsval, respektive gratis EU-valsedlar om man fått 1% i EU-parlamentsvalen.  Andra partier får betala en avgift för upptryckning av valsedlar.

### Kritik mot partistödet
Systemet i Sverige har kritiserats av före detta moderata riksdagsledamoten Anne-Marie Pålsson för att Sverige, i motsats till andra OECD-länder, inte betalar ut bidrag till parlamentarikerna (riksdagsledamöterna) eller partigruppen i parlamentet utan till partikanslierna. Detta om man undantar Estland, Portugal och Spanien som, utöver lön, inte delar ut bidrag varken till ledamöterna av sina parlament eller till partierna som de företräder.
Systemet har även kritiserats för att kunna utnyttjas till partiernas fördel. Ju mer ohotade makthavarna är, desto högre är partistöden. Det har även framförts krav på ökad insyn för väljarna i hur partierna använder sina pengar.
Hur summorna för det lokala stödet räknas ut varierar.